# تونی جارویس

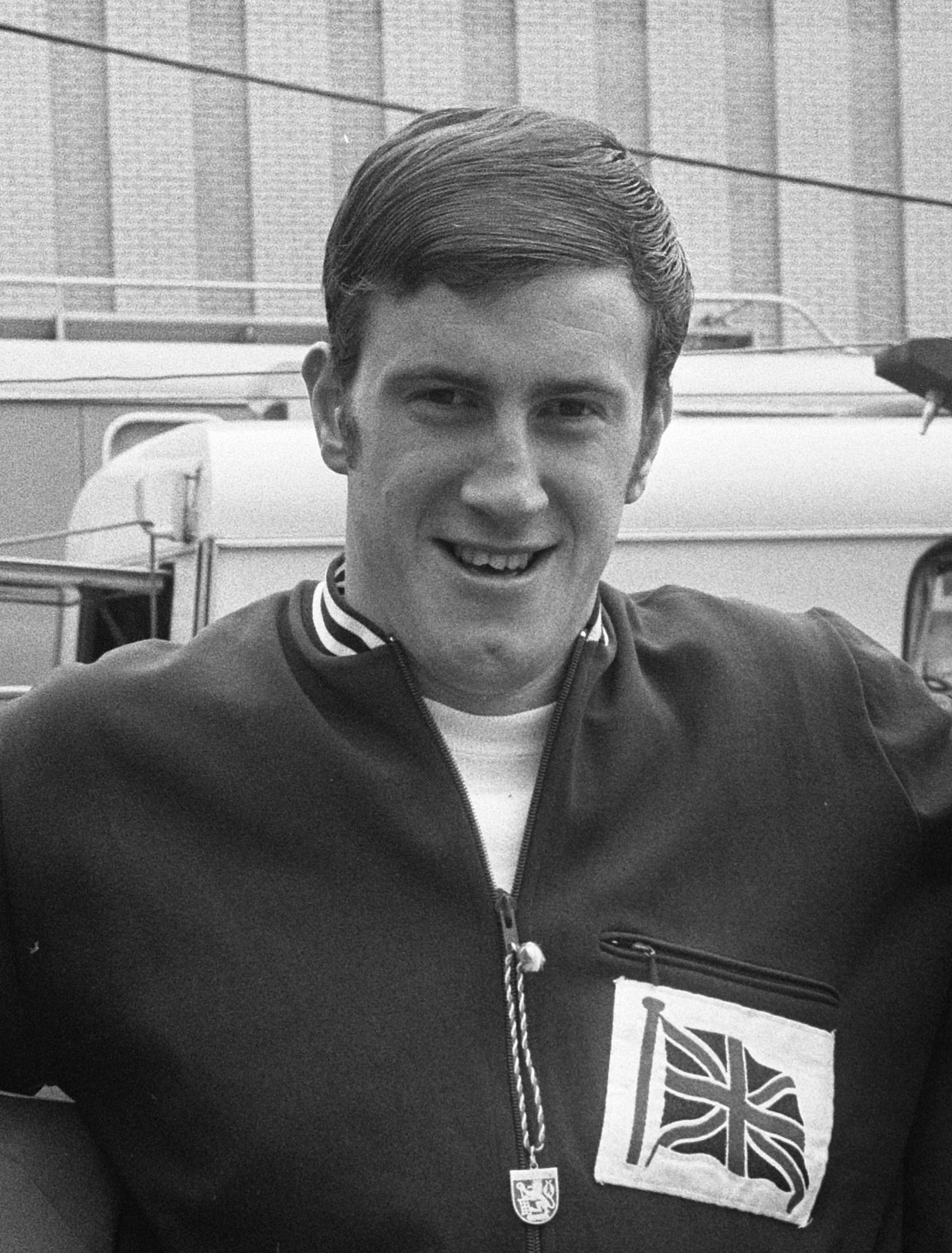
تونی جارویس - ۱۹۶۹

تونی جارویس (به انگلیسی: Tony Jarvis) (زادهٔ ۳ مارس ۱۹۴۵) شناگر اهل انگلستان است.